# Стримерна теорія електричного пробою

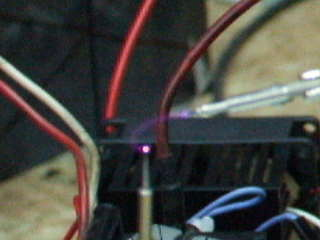
Стример (видно свічення коронного розряду на електродах)

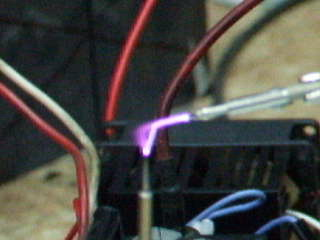
Іскровий розряд.

Стримери — тьмяно світлі тонкі розгалужені канали, які містять іонізовані атоми газу й вільні електрони.
Утворюються при певних умовах з електронних лавин, що виникають у електричному полі розрядного проміжку.
Стримери, подовжуючись, перекривають розрядний проміжок і з'єднують електроди безперервними провідними нитками. Потім відбувається перетворення стримерів в іскрові канали, що супроводжується різким зростанням сили струму і кількості енергії, що виділяється в них. Кожен канал швидко розширюється, в ньому стрибкоподібно підвищується тиск, в результаті чого на його кордонах виникає ударна хвиля. Сукупність ударних хвиль від іскрових каналів, що розширюються, породжує звук, який сприймається як «тріск» іскри (у разі блискавки це грім).